# Nekrolog September 2016
Nekrolog
◄◄
| ◄
| 2012
| 2013
| 2014
| 2015
| 2016 | 2017 | 2018 | 2019 | 2020 | ►
Januar |
Februar |
März |
April |
Mai |
Juni |
Juli |
August |
September |
Oktober |
November |
Dezember 2016
Weitere Ereignisse | Allgemeiner Nekrolog 2016
Die Beschreibung der verstorbenen Person sollte so kurz wie möglich gehalten sein und nur deren signifikante Tätigkeit(en) enthalten.
Neue Namen ggf. auch unter dem Geburts- und Sterbedatum, also etwa unter 1. Januar und im Geburts- und Sterbejahr (2024) eintragen (nur bei entsprechender großer Wichtigkeit). Für Beispiele siehe die schon vorhandenen Artikel.
Außerdem über die fünf zuletzt Verstorbenen, zu denen es einen ausreichend guten Artikel für eine Präsentation auf der Hauptseite gibt, nach der todesbedingten Überarbeitung der Artikel ggf. auch unter Wikipedia Diskussion:Hauptseite informieren und sie am besten auch in den anderen Wikipedia-Sprachversionen eintragen. Tipp: Regelmäßig bei news.google.de nach „ist tot“, „gestorben“ oder „verstorben“ suchen.
Wenn eine Person gestorben ist, gibt es viele Seiten zu dieser Person in der Wikipedia, die davon auch betroffen sind und entsprechend aktualisiert werden müssen. Beispiele: Namenübersichtsseite, Geburtsjahr, Geburtsort-Seiten und viele mehr.
Wie finde ich die betroffenen Seiten?
Im Suchfeld auf der linken Seite gibt man den Suchbegriff so ein: „Vorname Nachname“. Dann klickt man auf Volltext und alle Seiten mit entsprechendem Suchtext werden aufgerufen. Hier sieht man dann schnell, wo auch das Todesjahr Sinn macht oder sogar ein Teil des Artikels angepasst werden muss. Auch hilft das „Werkzeug“ auf der linken Seite sehr gut, um solche Seiten aufzufinden: „Links auf diese Seite“. Somit ist die Wikipedia wieder aktuell in allen Bereichen! Hinweis: bei Eintragung der Kategorie „Gestorben JAHR“ wird der Missbrauchsfilter 49 ausgelöst, was jedoch nicht schlimm ist. Siehe: Spezial:Missbrauchsfilter/49
Dies ist eine Liste von im September 2016 verstorbenen bekannten Persönlichkeiten. Die Einträge erfolgen innerhalb der einzelnen Daten alphabetisch sortiert. Tiere sind im Nekrolog für Tiere zu finden.

## September
| Tag           | Name                               | Beruf, bekannt als                                                                             | Alter | Beleg |
| ------------- | ---------------------------------- | ---------------------------------------------------------------------------------------------- | ----- | ----- |
| 30. September | Paul Frantz                        | französischer Fußballtrainer, -spieler und -funktionär und Pädagoge                            | 89    |       |
| 30. September | Ted Benoît                         | französischer Comic-Zeichner                                                                   | 69    |       |
| 30. September | Oscar Brand                        | US-amerikanischer Folk-Songwriter, Hörfunkmoderator und Autor                                  | 96    |       |
| 30. September | Norman Cafik                       | kanadischer Verleger und Politiker                                                             | 87    |       |
| 30. September | Bjarni Jónsson                     | isländischer Mathematiker                                                                      | 96    |       |
| 30. September | Manfred Borchard                   | deutscher Schriftsteller                                                                       | 66    |       |
| 30. September | Bernardo Caprotti                  | italienischer Unternehmer                                                                      | 90    |       |
| 30. September | Pedrito Fajardo                    | kubanischer Geiger                                                                             | 49    |       |
| 30. September | H. Pierre Noyes                    | US-amerikanischer Physiker                                                                     | 92    |       |
| 30. September | Joseph Verner Reed, Jr.            | US-amerikanischer Diplomat                                                                     | 78    |       |
| 30. September | Mike Towell                        | britischer Boxer                                                                               | 25    |       |
| 30. September | Trịnh Thị Ngọ                      | vietnamesische Propagandistin                                                                  | 85    |       |
| 29. September | Raúl Águila                        | chilenischer Fußballspieler                                                                    | 86    |       |
| 29. September | Cheng Yu-tung                      | chinesischer Unternehmer                                                                       | 91    |       |
| 29. September | Miriam Defensor Santiago           | philippinische Politikerin                                                                     | 71    |       |
| 29. September | Raúl Garello                       | argentinischer Bandoneonist, Orchesterleiter und Tangokomponist                                | 80    |       |
| 29. September | Oliver Krietsch-Matzura            | deutscher Schauspieler und Synchronsprecher                                                    | 46    |       |
| 29. September | Larkin Malloy                      | US-amerikanischer Schauspieler                                                                 | 62    |       |
| 29. September | Mark Ricks                         | US-amerikanischer Politiker                                                                    | 92    |       |
| 29. September | Bert Salzman                       | US-amerikanischer Regisseur                                                                    | 85    |       |
| 29. September | Joseph Velly                       | französischer Radrennfahrer                                                                    | 78    |       |
| 28. September | Manfred A. Biondi                  | US-amerikanischer Physiker                                                                     | 92    |       |
| 28. September | Johan Fischerström                 | schwedischer Handballspieler                                                                   | 72    |       |
| 28. September | Hans Heinrich Formann              | österreichischer Schriftsteller                                                                | 77    |       |
| 28. September | Werner Friese                      | deutscher Fußballspieler                                                                       | 70    |       |
| 28. September | Gary Glasberg                      | US-amerikanischer Drehbuchautor                                                                | 50    |       |
| 28. September | Eberhard Gock                      | deutscher Ingenieur und Lehrstuhlinhaber an der TU Clausthal                                   | 79    |       |
| 28. September | Gloria Naylor                      | US-amerikanische Schriftstellerin                                                              | 66    |       |
| 28. September | Agnes Nixon                        | US-amerikanische Drehbuchautorin                                                               | 88    |       |
| 28. September | Schimon Peres                      | israelischer Politiker                                                                         | 93    |       |
| 28. September | Erwin Seiler                       | rumänischer Motorradrennfahrer                                                                 | 79    |       |
| 28. September | Max Walker                         | australischer Cricketspieler                                                                   | 68    |       |
| 27. September | Barbara Illingworth Brown          | amerikanische Biochemikerin                                                                    | 92    |       |
| 27. September | David Charles Hahn                 | US-amerikanischer Atomingenieur                                                                | 39    |       |
| 27. September | Syed Shamsul Haq                   | bangladeschischer Schriftsteller                                                               | 80    |       |
| 27. September | Herbert Martin                     | deutscher Fußballspieler                                                                       | 91    |       |
| 27. September | Ronald King Murray, Lord Murray    | schottischer Politiker                                                                         | 94    |       |
| 27. September | Sebastian Papaiani                 | rumänischer Schauspieler                                                                       | 80    |       |
| 27. September | Scooter Patrick                    | US-amerikanischer Automobilrennfahrer                                                          | 83    |       |
| 27. September | Klaus-Werner Schatz                | deutscher Ökonom                                                                               | 73    |       |
| 27. September | Otto Schaude                       | deutscher Pädagoge und Bischof                                                                 | 72    |       |
| 27. September | Charles Schultze                   | US-amerikanischer Ökonom                                                                       | 91    |       |
| 27. September | Mike Taylor                        | britischer Sänger                                                                              | ?     |       |
| 26. September | Mark Dworezki                      | russischer Schachspieler, -trainer und -autor                                                  | 68    |       |
| 26. September | Julius Kainz                       | österreichischer Verlagsmanager                                                                | 81    |       |
| 26. September | Herschell Gordon Lewis             | US-amerikanischer Filmregisseur                                                                | 87    |       |
| 26. September | Karel Růžička                      | tschechischer Jazzmusiker                                                                      | 76    |       |
| 26. September | Jackie Sewell                      | englischer Fußballspieler                                                                      | 89    |       |
| 26. September | Rudolf K. Zahn                     | deutscher Biochemiker                                                                          | 96    |       |
| 25. September | Michael Altmann                    | deutscher Schauspieler                                                                         | 73    |       |
| 25. September | Henning Enoksen                    | dänischer Fußballspieler und -trainer                                                          | 80    |       |
| 25. September | José Fernández                     | US-amerikanischer Baseballspieler                                                              | 24    |       |
| 25. September | Nahed Hattar                       | jordanischer Journalist und politischer Aktivist                                               | 56    |       |
| 25. September | Gerhard Hendel                     | deutscher Germanist und Kulturwissenschaftler                                                  | 85    |       |
| 25. September | Günter Horlbeck                    | deutscher Maler                                                                                | 89    |       |
| 25. September | Kashif                             | US-amerikanischer Musiker                                                                      | 56    |       |
| 25. September | Jack Kirrane                       | US-amerikanischer Eishockeyspieler                                                             | 88    |       |
| 25. September | Hans Korte                         | deutscher Schauspieler                                                                         | 87    |       |
| 25. September | Hagen Liebing                      | deutscher Bassist und Musikjournalist                                                          | 55    |       |
| 25. September | David Padilla                      | bolivianischer Militär und Politiker                                                           | 89    |       |
| 25. September | Arnold Palmer                      | US-amerikanischer Golfer                                                                       | 87    |       |
| 25. September | Jean Shepard                       | US-amerikanische Country-Sängerin                                                              | 82    |       |
| 25. September | Rod Temperton                      | britischer Komponist, Musikproduzent und Musiker                                               | 66    |       |
| 25. September | Anton Xu Jiwei                     | chinesischer Geistlicher, Bischof von Taizhou                                                  | 81    |       |
| 24. September | Christoph Albrecht                 | deutscher Organist, Dirigent und Komponist                                                     | 86    |       |
| 24. September | Peter Bosch                        | deutscher Linguist und Kognitionswissenschaftler                                               | 67    |       |
| 24. September | Buckwheat Zydeco                   | US-amerikanischer Akkordeonist                                                                 | 68    |       |
| 24. September | Mel Charles                        | walisischer Fußballspieler                                                                     | 81    |       |
| 24. September | Mary Da Cuña                       | uruguayische Schauspielerin                                                                    | 74    |       |
| 24. September | Andre Gambucci                     | US-amerikanischer Eishockeyspieler                                                             | 87    |       |
| 24. September | Wenche Lowzow                      | norwegische Politikerin                                                                        | 90    |       |
| 24. September | Bill Mollison                      | australischer Umwelt- und Naturschützer                                                        | 88    |       |
| 24. September | Bill Nunn                          | US-amerikanischer Schauspieler                                                                 | 62    |       |
| 24. September | Helmut Plattner                    | österreichischer Jazzmusiker (Trompete, auch Sopransaxophon, Komposition)                      | 76    |       |
| 24. September | Bernhard Schramm                   | deutscher Bankmanager                                                                          | 92    |       |
| 24. September | Oles Serhijenko                    | sowjetischer Dissident und ukrainischer Politiker                                              | 84    |       |
| 23. September | Leonardo Acosta                    | kubanischer Musikwissenschaftler, Schriftsteller, Journalist und Saxofonist                    | 83    |       |
| 23. September | Marcel Artelesa                    | französischer Fußballspieler                                                                   | 78    |       |
| 23. September | Frances Dafoe                      | kanadische Eiskunstläuferin                                                                    | 87    |       |
| 23. September | Rudi Lüttge                        | deutscher Leichtathlet                                                                         | 94    | [ 1 ] |
| 23. September | Max Mannheimer                     | deutscher Holocaust-Überlebender                                                               | 96    |       |
| 23. September | Herman Joseph Sahadat Pandoyoputro | indonesischer Bischof                                                                          | 77    |       |
| 23. September | Chester Pierce                     | US-amerikanischer Psychiater                                                                   | 89    |       |
| 23. September | Thomas Ricklin                     | Schweizer Philosoph und Philosophiehistoriker                                                  | 53    |       |
| 23. September | Michel Rousseau                    | französischer Radrennfahrer                                                                    | 80    |       |
| 23. September | Bernd Schmidt                      | österreichischer Schriftsteller                                                                | 69    |       |
| 23. September | Alexander Schubart                 | deutscher Jurist und Umweltschützer                                                            | 85    |       |
| 23. September | František Vacovský                 | tschechoslowakischer Eishockeyspieler                                                          | 90    |       |
| 22. September | Walter Bush                        | US-amerikanischer Eishockeyfunktionär                                                          | 86    |       |
| 22. September | Georges Fonghoro                   | malischer Bischof                                                                              | 58    |       |
| 22. September | Hans von Keler                     | deutscher Bischof                                                                              | 90    |       |
| 22. September | Edgar Mrugalla                     | deutscher Kunstfälscher                                                                        | 78    |       |
| 22. September | Michael Newton                     | US-amerikanischer Beratungspsychologe                                                          | 84    |       |
| 22. September | Gert Oetken                        | deutscher Naturschützer                                                                        | 83    |       |
| 22. September | Irina Rakobolskaja                 | sowjetische Weltkriegsveteranin                                                                | 96    |       |
| 22. September | Steffen Riekers                    | deutscher Theaterschauspieler                                                                  | 32    |       |
| 22. September | Gian Luigi Rondi                   | italienischer Filmkritiker und Filmemacher                                                     | 94    |       |
| 21. September | Donald Arthur                      | US-amerikanischer deutschsprachiger Synchronsprecher                                           | 79    |       |
| 21. September | Manfred Coppik                     | deutscher Politiker                                                                            | 72    |       |
| 21. September | Leonidas Donskis                   | litauischer Philosoph und Politiker                                                            | 54    |       |
| 21. September | Miguel Ángel Gambier               | argentinischer Fußballspieler                                                                  | 57    |       |
| 21. September | Klaus Harpprecht                   | deutscher Publizist                                                                            | 89    |       |
| 21. September | Shawty Lo                          | US-amerikanischer Rapper                                                                       | 40    |       |
| 21. September | John D. Loudermilk                 | US-amerikanischer Country-Sänger                                                               | 82    |       |
| 21. September | John Mulvaney                      | australischer Archäologe                                                                       | 90    |       |
| 21. September | Kalervo Rauhala                    | finnischer Ringer                                                                              | 85    |       |
| 20. September | Aida Aschcharua                    | sowjetische bzw. abchasische Pianistin und Hochschullehrerin                                   | 76    |       |
| 20. September | Bill Barrett                       | US-amerikanischer Politiker                                                                    | 87    |       |
| 20. September | Ken Burns                          | englischer Fußballschiedsrichter                                                               |       |       |
| 20. September | Jean Chabbert OFM                  | französischer Ordensgeistlicher und römisch-katholischer Bischof von Perpignan-Elne            | 95    |       |
| 20. September | Alberto de Jesús Benítez           | argentinischer Fußballspieler                                                                  | 65    |       |
| 20. September | Richie Dunn                        | US-amerikanischer Eishockeyspieler                                                             | 59    |       |
| 20. September | Mordechai Eliav                    | israelischer Historiker                                                                        | 95    |       |
| 20. September | Peter L. Gerety                    | US-amerikanischer Erzbischof                                                                   | 104   |       |
| 20. September | Erwin Hahn                         | US-amerikanischer Physiker                                                                     | 95    |       |
| 20. September | Curtis Hanson                      | US-amerikanischer Filmregisseur                                                                | 71    |       |
| 20. September | Miroslav Košler                    | tschechischer Chordirigent und Musikpädagoge                                                   | 85    |       |
| 20. September | Ahmed Abdo Mustafa                 | sudanesischer Fußballspieler                                                                   |       |       |
| 19. September | Karl Dietrich Bracher              | deutscher Historiker und Politikwissenschaftler                                                | 94    |       |
| 19. September | Bobby Breen                        | kanadisch-US-amerikanischer Schauspieler                                                       | 88    |       |
| 19. September | Jan O. Karlsson                    | schwedischer Politiker                                                                         | 77    |       |
| 19. September | Klaus Mehner                       | deutscher Fotograf                                                                             | 75    |       |
| 19. September | Zerka T. Moreno                    | US-amerikanische Psychotherapeutin                                                             | 99    |       |
| 19. September | Amy van Singel                     | US-amerikanische Radiomoderatorin und Musikjournalistin                                        | 66    |       |
| 19. September | Allister Sparks                    | südafrikanischer Journalist und Autor                                                          | 83    |       |
| 19. September | Boris Trakhtenbrot                 | russischer Mathematiker und Informatiker                                                       | 95    |       |
| 19. September | Qu Yinhua                          | chinesischer Bergsteiger                                                                       | 81    |       |
| 18. September | Robert W. Cone                     | US-amerikanischer General                                                                      | 59    |       |
| 18. September | Heinz Hankammer                    | deutscher Unternehmer und Fußballfunktionär                                                    | 84    |       |
| 18. September | David A. Kyle                      | US-amerikanischer Science-Fiction-Autor                                                        | 97    |       |
| 18. September | Lee Ho-chol                        | südkoreanischer Schriftsteller                                                                 | 84    |       |
| 18. September | Mandoza                            | südafrikanischer Musiker                                                                       | 38    |       |
| 18. September | Tom Mintier                        | US-amerikanischer Reporter und Journalist                                                      | 68    |       |
| 18. September | Moïse Rahmani                      | belgischer Schriftsteller                                                                      | 72    |       |
| 18. September | Wolfhart Zimmermann                | deutscher Physiker                                                                             | 88    |       |
| 17. September | Theodore Wilbur Anderson           | US-amerikanischer Mathematiker                                                                 | 98    |       |
| 17. September | Charmian Carr                      | US-amerikanische Schauspielerin                                                                | 73    |       |
| 17. September | Carmelo Dominador Flores Morelos   | philippinischer Erzbischof                                                                     | 85    |       |
| 17. September | Bahman Golbarnezhad                | iranischer Radsportler                                                                         | 48    |       |
| 17. September | Roman Iwanytschuk                  | ukrainischer Schriftsteller, Journalist und Politiker                                          | 87    |       |
| 17. September | Hermann Kröll                      | österreichischer Politiker                                                                     | 77    |       |
| 17. September | Rune Larsson                       | schwedischer Leichtathlet                                                                      | 92    |       |
| 17. September | Hans Mühlethaler                   | Schweizer Schriftsteller                                                                       | 86    |       |
| 17. September | Sigvard Parling                    | schwedischer Fußballspieler                                                                    | 86    |       |
| 17. September | Günter-Peter Ploog                 | deutscher Sportjournalist                                                                      | 68    |       |
| 17. September | Rolf Peter Sieferle                | deutscher Historiker                                                                           | 67    |       |
| 17. September | Joachim Speck                      | deutscher Fußballspieler                                                                       | 85    |       |
| 16. September | Tarık Akan                         | türkischer Schauspieler                                                                        | 66    |       |
| 16. September | Edward Albee                       | US-amerikanischer Schriftsteller                                                               | 88    |       |
| 16. September | Gabriele Amorth                    | italienischer Geistlicher und Exorzist                                                         | 91    |       |
| 16. September | Wolfgang Brameshuber               | deutscher Bauingenieur                                                                         | 60    |       |
| 16. September | Carlo Azeglio Ciampi               | italienischer Politiker                                                                        | 95    |       |
| 16. September | Teodoro González de León           | mexikanischer Architekt                                                                        | 90    |       |
| 16. September | Charles H. Henry                   | US-amerikanischer Physiker                                                                     | 79    |       |
| 16. September | W. P. Kinsella                     | kanadischer Schriftsteller                                                                     | 81    |       |
| 16. September | Norbert Kröcher                    | deutscher Terrorist                                                                            | 66    |       |
| 16. September | Gérard Louis-Dreyfus               | französisch-US-amerikanischer Unternehmer                                                      | 84    |       |
| 16. September | António Mascarenhas Monteiro       | kapverdischer Politiker                                                                        | 72    |       |
| 16. September | Tonny Nüsser                       | niederländischer Jazzmusiker                                                                   | 93    |       |
| 16. September | Arno Singewald                     | deutscher Chemiker                                                                             | 90    |       |
| 16. September | Johannes Tcholakian                | türkischer Erzbischof                                                                          | 97    |       |
| 15. September | Antonio Cachapuz de Medeiros       | brasilianischer Jurist                                                                         | 64    |       |
| 15. September | Deborah Jin                        | US-amerikanische Physikerin                                                                    | 47    |       |
| 15. September | Margarethe Jochimsen               | deutsche Kunstmanagerin                                                                        | 85    |       |
| 15. September | Rolf Losansky                      | deutscher Regisseur                                                                            | 85    |       |
| 15. September | Rose Mofford                       | US-amerikanische Politikerin                                                                   | 94    |       |
| 15. September | Horst A. O. Schunck                | deutscher Unternehmer                                                                          | 84    |       |
| 15. September | Paul Shields                       | US-amerikanischer Mathematiker                                                                 | 82    |       |
| 15. September | James Stacy                        | US-amerikanischer Schauspieler                                                                 | 79    |       |
| 15. September | Paul Stecken                       | deutscher Pferdesporttrainer                                                                   | 100   |       |
| 15. September | Arrigo Lora Totino                 | italienischer Klangkünstler                                                                    | 88    |       |
| 14. September | Waleri Abramow                     | sowjetischer Langstreckenläufer                                                                | 60    |       |
| 14. September | Don Buchla                         | US-amerikanischer Synthesizer-Entwickler                                                       | 79    |       |
| 14. September | John Gudenus                       | österreichischer Politiker                                                                     | 75    |       |
| 14. September | Eduard Gussew                      | sowjetischer Radrennfahrer                                                                     | 80    |       |
| 14. September | Hilmar Thate                       | deutscher Schauspieler                                                                         | 85    |       |
| 13. September | Artjom Besrodny                    | russischer Fußballspieler                                                                      | 37    |       |
| 13. September | Ottavio Bugatti                    | italienischer Fußballspieler                                                                   | 87    |       |
| 13. September | Juan Carlos Flores                 | kubanischer Dichter                                                                            | ≈54   |       |
| 13. September | Anne Germain                       | französische Sängerin                                                                          | 81    |       |
| 13. September | Jack Hofsiss                       | US-amerikanischer Regisseur                                                                    | 65    |       |
| 13. September | Herbert Liedtke                    | deutscher Fußballspieler                                                                       | 65    |       |
| 13. September | Jonathan Riley-Smith               | britischer Historiker                                                                          | 78    |       |
| 13. September | Hermann J. Strenger                | deutscher Manager                                                                              | 87    |       |
| 12. September | Gunnila Bernadotte                 | schwedische Adelige                                                                            | 93    |       |
| 12. September | Hendrik Bruch                      | deutscher Musikproduzent                                                                       | 53    |       |
| 12. September | Ellen Burka                        | kanadisch-niederländische Eiskunstläuferin und -trainerin                                      | 95    |       |
| 12. September | Arquimínio Rodrigues da Costa      | portugiesischer Bischof                                                                        | 92    |       |
| 12. September | Eberhard Horn                      | deutscher Biologe                                                                              | 74    |       |
| 12. September | Ali Javan                          | iranischer Physiker                                                                            | 89    |       |
| 12. September | Karl-Otto Marquardt                | deutscher Fußballspieler                                                                       | 79    |       |
| 12. September | Aleksandras Vasiliauskas           | litauischer Politiker                                                                          | 76    | [ 2 ] |
| 11. September | Alexis Arquette                    | US-amerikanische Schauspielerin                                                                | 47    |       |
| 11. September | Liselotte Brüne                    | deutsche Physiotherapeutin                                                                     | 100   |       |
| 11. September | Nelson Dawidjan                    | sowjetischer Ringer                                                                            | 66    |       |
| 11. September | Leonard Haze                       | US-amerikanische Schlagzeuger                                                                  | 61    |       |
| 11. September | Jochen Heine                       | deutscher Mediziner                                                                            | 73    |       |
| 11. September | Günther Hornig                     | deutscher Maler                                                                                | 79    |       |
| 11. September | Ricky Tosso                        | peruanischer Schauspieler und Regisseur                                                        | 56    |       |
| 10. September | Felix Bläker                       | deutscher Pädiater                                                                             | 81    |       |
| 10. September | J. Anthony Deutsch                 | US-amerikanischer Psychologe                                                                   | 89    |       |
| 10. September | Luis Eduardo González              | uruguayischer Politikwissenschaftler und Soziologe                                             | 70    |       |
| 10. September | Witali Gorochow                    | russischer Philosoph                                                                           | 69    |       |
| 10. September | Väinö Koskela                      | finnischer Leichtathlet                                                                        | 95    |       |
| 10. September | Jutta Limbach                      | deutsche Juristin und Politikerin                                                              | 82    |       |
| 10. September | Horst Linde                        | deutscher Architekt und Stadtplaner                                                            | 104   |       |
| 10. September | Frank Masley                       | US-amerikanischer Rennrodler                                                                   | 56    |       |
| 10. September | Hans Jürgen Matthies               | deutscher Maschinenbauingenieur und Hochschulpräsident                                         | 94    |       |
| 10. September | Hans Heinrich Noebel               | deutscher Diplomat                                                                             | 91    |       |
| 10. September | Jure Radić                         | kroatischer Bauingenieur und Politiker                                                         | 62    |       |
| 10. September | Mojmír Stuchlík                    | tschechoslowakischer Skispringer                                                               | 86    |       |
| 9. September  | Mohammed bin Mohammed al-Mansur    | jemenitischer Imam                                                                             | 101   |       |
| 9. September  | Winfried Benz                      | deutscher Wissenschaftsmanager                                                                 | 80    |       |
| 9. September  | Christoph Graf Douglas             | deutscher Kunstmakler                                                                          | 68    |       |
| 9. September  | Eberhard Heinicker                 | deutscher Gebrauchsgrafiker                                                                    | 75    |       |
| 9. September  | Kōichi Katō                        | japanischer Politiker                                                                          | 77    |       |
| 9. September  | Anton Maria Keim                   | deutscher Historiker und Politiker                                                             | 88    |       |
| 9. September  | Zdeněk Měřínský                    | tschechischer Archäologe                                                                       | 68    |       |
| 9. September  | Lona Murowatz                      | österreichische Politikerin                                                                    | 97    |       |
| 9. September  | Antonio Nuzzi                      | italienischer Erzbischof                                                                       | 90    |       |
| 9. September  | Mario Spezi                        | italienischer Journalist und Autor                                                             | 71    |       |
| 9. September  | Erich Storz                        | deutscher Sänger, Komponist und Musikproduzent                                                 | 88    |       |
| 9. September  | Jörg Zink                          | deutscher Theologe                                                                             | 93    |       |
| 8. September  | Hannes Arch                        | österreichischer Kunstflug-Pilot                                                               | 48    |       |
| 8. September  | Johan Botha                        | südafrikanisch-österreichischer Opernsänger                                                    | 51    |       |
| 8. September  | Prince Buster                      | jamaikanischer Ska-Musiker                                                                     | 78    |       |
| 8. September  | Mohamed Mouldi Marsit              | tunesischer Jurist                                                                             | 72    |       |
| 8. September  | James Michael Penman               | britischer Klimawissenschaftler                                                                | 66    |       |
| 8. September  | Roman Romantschuk                  | russischer Boxer                                                                               | 37    |       |
| 8. September  | Greta Zimmer Friedman              | US-amerikanische Krankenschwester                                                              | 92    |       |
| 7. September  | Martín Aguirre Gomensoro           | uruguayischer Journalist                                                                       | 78    |       |
| 7. September  | Bobby Chacon                       | US-amerikanischer Boxer                                                                        | 64    |       |
| 7. September  | Amélia Christinat                  | Schweizer Politikerin                                                                          | 84    |       |
| 7. September  | Massimo Felisatti                  | italienischer Roman- und Drehbuchautor                                                         | 90    |       |
| 7. September  | Joseph B. Keller                   | US-amerikanischer Mathematiker                                                                 | 93    |       |
| 7. September  | Erwin Maier                        | deutscher Textilkaufmann                                                                       | 89    |       |
| 7. September  | Barbosa de Melo                    | portugiesischer Politiker                                                                      | 83    |       |
| 7. September  | Peter Menke-Glückert               | deutscher Ministerialbeamter                                                                   | 87    |       |
| 7. September  | José Antonio Rodríguez             | kubanischer Schauspieler und Regisseur                                                         | 81    |       |
| 7. September  | Norbert Schemansky                 | US-amerikanischer Gewichtheber                                                                 | 92    |       |
| 6. September  | Heinrich Leonard Cox               | niederländischer Volkskundler                                                                  | 81    |       |
| 6. September  | H. Joel Deckard                    | US-amerikanischer Politiker                                                                    | 74    |       |
| 6. September  | Ndongo Fall                        | senegalesischer Damespieler und -funktionär                                                    | 69    |       |
| 6. September  | Raymond Hide                       | britischer Geophysiker                                                                         | 87    |       |
| 6. September  | Lilian Uchtenhagen                 | Schweizer Politikerin                                                                          | 87    |       |
| 6. September  | Ilse Unold                         | deutsche Politikerin                                                                           | 74    |       |
| 6. September  | Mark C. Yerger                     | US-amerikanischer Autor                                                                        | ≈61   |       |
| 5. September  | She’ar Yashuv Cohen                | israelischer Rabbiner                                                                          | 88    |       |
| 5. September  | Peter Klaus Fischer                | deutscher Theaterregisseur und Schriftsteller                                                  | 74    |       |
| 5. September  | Zach Hughes                        | US-amerikanischer Science-Fiction-Autor                                                        | 88    |       |
| 5. September  | Pjotr Kraska                       | Schweizer Künstler, Schriftsteller, Behördenkritiker und Zürcher Stadtoriginal                 | 70    |       |
| 5. September  | Edward Lofgren                     | US-amerikanischer Physiker                                                                     | 102   |       |
| 5. September  | Joost Meuwissen                    | niederländischer Architekt und Architekturtheoretiker                                          | 66    |       |
| 5. September  | Hugh O’Brian                       | US-amerikanischer Schauspieler                                                                 | 91    |       |
| 5. September  | Patricia Plattner                  | schweizerische Filmregisseurin und Filmproduzentin                                             | 63    |       |
| 5. September  | Phyllis Schlafly                   | US-amerikanische Publizistin                                                                   | 92    |       |
| 5. September  | Karl Schlechta                     | österreichischer Fußballspieler und -trainer                                                   | 94    |       |
| 5. September  | Michael Spindler                   | deutscher Manager                                                                              | 73    |       |
| 5. September  | Lindsay Tuckett                    | südafrikanischer Cricketspieler                                                                | 97    |       |
| 5. September  | Maria Wachtler                     | österreichische Ordensschwester                                                                | 81    |       |
| 4. September  | Franz Baum                         | deutscher Politiker                                                                            | 89    |       |
| 4. September  | Adam Bielański                     | polnischer Chemiker                                                                            | 103   |       |
| 4. September  | Ralph Goings                       | US-amerikanischer Maler                                                                        | 88    |       |
| 4. September  | Gintautas Iešmantas                | litauischer Politiker und Schriftsteller                                                       | 86    |       |
| 4. September  | Peter Janich                       | deutscher Philosoph und Wissenschaftstheoretiker                                               | 74    |       |
| 4. September  | David Edward Jenkins               | britischer Bischof                                                                             | 91    |       |
| 4. September  | Klaus Katzur                       | deutscher Schwimmer                                                                            | 73    |       |
| 4. September  | Renate Kretschmar-Fischer          | deutsche Pianistin und Hochschullehrerin                                                       | 91    |       |
| 4. September  | Nowella Matwejewa                  | russische Dichterin                                                                            | 81    |       |
| 4. September  | Eberhard Schaller                  | deutscher Meteorologe                                                                          | 65    |       |
| 4. September  | Abel Soria                         | uruguayischer Dichter                                                                          | 79    |       |
| 4. September  | Klaus Traube                       | deutscher Umweltforscher                                                                       | 88    |       |
| 4. September  | Yang Jingnian                      | chinesischer Wirtschaftswissenschaftler                                                        | 107   |       |
| 3. September  | Mir Quasem Ali                     | bangladeschischer Politiker                                                                    | 63    |       |
| 3. September  | Maria Isabel Barreno               | portugiesische Schriftstellerin und Feministin                                                 | 77    |       |
| 3. September  | Carlos Bulgheroni                  | argentinischer Unternehmer                                                                     | 71    |       |
| 3. September  | Miguel Ángel Bustillo              | spanischer Fußballspieler                                                                      | 69    |       |
| 3. September  | Anna Dewdney                       | US-amerikanische Kinderbuchautorin                                                             | 50    |       |
| 3. September  | Marga Hubinek                      | österreichische Politikerin                                                                    | 90    |       |
| 3. September  | Norman Kwong                       | kanadischer Canadian-Football-Spieler und Politiker                                            | 86    |       |
| 3. September  | Leslie H. Martinson                | US-amerikanischer Regisseur                                                                    | 101   |       |
| 3. September  | Gerhard Pilz                       | österreichischer Gewerbetreibender (Druckerei), Kulturarbeiter, Drehbuchautor und Schauspieler | 74    |       |
| 3. September  | Peter Storrer                      | Schweizer Bildhauer                                                                            | 88    |       |
| 3. September  | Jean-Christophe Yoccoz             | französischer Mathematiker                                                                     | 59    |       |
| 2. September  | Jerry Heller                       | US-amerikanischer Musikproduzent                                                               | 75    |       |
| 2. September  | Islom Karimov                      | usbekischer Politiker                                                                          | 78    |       |
| 2. September  | Gerald Lehner                      | österreichischer Fußballschiedsrichter                                                         | 48    |       |
| 2. September  | Antonina Seredina                  | sowjetische Kanutin                                                                            | 86    |       |
| 2. September  | Paco Taranto                       | spanischer Flamenco-Sänger                                                                     | 76    |       |
| 1. September  | Lutz Brockhaus                     | deutscher Bildhauer                                                                            | 70    |       |
| 1. September  | Wolfgang Brost                     | deutscher Konteradmiral                                                                        | 80    |       |
| 1. September  | Claudia Butenuth                   | deutsche Schauspielerin                                                                        | 70    |       |
| 1. September  | Albert Comberg                     | deutscher Ingenieurwissenschaftler                                                             | 68    |       |
| 1. September  | Gary D.                            | deutscher DJ und Musikproduzent                                                                | 52    |       |
| 1. September  | Raymond Daveluy                    | kanadischer Organist, Komponist und Musikpädagoge                                              | 89    |       |
| 1. September  | David R. Davies                    | britisch-amerikanischer Biophysiker                                                            |       |       |
| 1. September  | Thomas George Doran                | US-amerikanischer Bischof                                                                      | 80    |       |
| 1. September  | Frederick Drandua                  | ugandischer Bischof                                                                            | 73    |       |
| 1. September  | Paul Dubois                        | belgischer Jazzmusiker                                                                         | 92    |       |
| 1. September  | Bernhard Fuchs                     | deutscher Fußballspieler                                                                       | 93    |       |
| 1. September  | Fred Hellerman                     | US-amerikanischer Gitarrist, Folksänger, Produzent und Songwriter                              | 89    |       |
| 1. September  | Kerson Huang                       | US-amerikanischer Physiker                                                                     | 88    |       |
| 1. September  | Ruth Hubbard                       | US-amerikanische Biologin                                                                      | 92    |       |
| 1. September  | Paul Hugger                        | Schweizer Volkskundler und Publizist                                                           | 86    |       |
| 1. September  | Jon Polito                         | US-amerikanischer Schauspieler                                                                 | 65    |       |
| 1. September  | Veit Rosenberger                   | deutscher Althistoriker                                                                        | 53    |       |
| 1. September  | Günter D. Roth                     | deutscher Amateurastronom und Autor                                                            | 84    |       |
| 1. September  | Friedrich Ruth                     | deutscher Diplomat                                                                             | 89    |       |
| 1. September  | Friedrich Schütze-Quest            | deutscher Journalist und Featureautor                                                          | 72    |       |